# Union sportive de la commune urbaine d'Antananarivo football
L'Union Sportive de la Commune urbaine d'Antananarivo Football ou USCA Foot est un club de football malgache basé à Tananarive. Il appartient à la Commune Urbaine d'Antananarivo.

## Entraîneurs
- 2005-2007 :  Jules Accorsi

## Palmarès
- Championnat de Madagascar
  - Champion : 1969, 2005
  - Vice-champion : 2004

- Coupe de Madagascar
  - Vainqueur : 2005
  - Finaliste : 2004, 2006
- D2 National de Madagascar
  - Vainqueur : 2020